# Grève du Joint français
La grève du Joint français est une grève des ouvriers de l'usine du Joint français (filiale de la Compagnie générale d'électricité) à Saint-Brieuc qui dure huit semaines. Elle commence le 15 février 1972 et s'achève le 8 mai 1972, la direction ayant accédé aux revendications.
Avec l'articulation de revendications salariales et territoriales, cette grève déclenche un mouvement de solidarité régionale et nationale qui en fait un mouvement exemplaire et inspirant. Son ampleur et son retentissement en font un marqueur singulier de l'histoire de la Bretagne.

## Contexte

### Le Joint français, de Bezons à Saint-Brieuc
La France connait depuis le XIXe siècle un phénomène de concentration de l'activité économique en Île-de-France. La publication du livre Paris et le désert français par Jean-François Gravier en 1947 contribue à faire entrer dans le débat public la nécessité de décentraliser le pays. Le retard d'industrialisation que connait au même moment la Bretagne pousse les acteurs économiques et politiques à mener des actions de lobbying, notamment au sein du Comité d'étude et de liaison des intérêts bretons (ou CELIB), de manière à obtenir de l'État l'implantation d'industries dans la région. L'implantation de plusieurs sites est obtenue, comme à l'usine Citroën de La Janais près de Rennes en 1961.
La société Le Joint français est installée à Bezons en banlieue parisienne depuis 1950 et cherche à s’étendre au marché européen. Lors d’un plan d’expansion en 1961, la société sélectionne Saint-Brieuc pour une partie des opérations en lien avec l’usine de Bezons. Eugène Delalande, PDG de l’entreprise, se présente alors comme un « Breton passionné des Côtes-du-Nord », et cette implantation permet à certains ouvriers originaires de la région d'y revenir. L'opération n'est pas sans contrainte organisationnelle, le nouveau site étant à plus de 500 km de Bezons, ce qui entraine des surcoûts (frais de téléphone, de déplacement...). Les salaires des employés bretons sont cependant 20 à 40 % moins élevés à poste équivalent entre le site de Bezons et celui de Saint-Brieuc. En 1966, quelque 525 personnes y sont employées pour produire 75 000 types de joints.
Les autorités locales accueillent « chaleureusement » le projet et participent financièrement à l’installation. Le Joint français aurait ainsi, grâce aux pouvoirs publics, payé 1 400 francs un terrain de 14 hectares, évalué à l'époque à 2,3 millions de francs, tout en bénéficiant de primes pour aider à la création d'emplois, d'exonération de patente pendant 5 ans, ainsi que d'autres facilités.

### Contexte socio-économique local et «mai Breton»
La Bretagne voit se constituer après la Seconde Guerre mondiale une classe ouvrière assez jeune, aidée par l'exode rural qui voit se fixer dans les villes de la région une nouvelle population souvent « imprégnée de catholicisme ». Peu formée, très féminine, peu politisée, cette population n'a pas la même « tradition de luttes » que des grands pôles ouvriers anciens de Bretagne comme Brest, Lorient, ou Nantes.
Lorsque Mai 68 éclate, le mouvement se matérialise en Bretagne sous la forme d'un mouvement interclassiste, les grandes manifestations mettant souvent à leurs têtes des élus et des notables locaux. Le slogan « L’Ouest veut vivre ! » est souvent mis en avant, et ce « Mai Breton » est en décalage avec la forme que prend le mouvement à Paris. La mobilisation est d'autant plus forte dans l'ouest de la Bretagne, où la population a le sentiment d'être tenue à l'écart du développement économique.
À Saint-Brieuc, les mois précédant mai 1968 sont lourds socialement. La menace de fermeture (usine métallurgique Tanvez de Guingamp) ou la fermeture définitive d'usines (usine Chalos de Saint-Brieuc) plane en ville. La CGT parle à l'époque dans ses tracts d'une cinquantaine d’entreprises fermées sur le secteur depuis 1965. Dans les campagnes environnantes le monde paysan est lui aussi en crise, portée par la chute du prix de vente de la viande de porcs dont le département un gros producteur. Lors de la première grande journée d'action du 8 mai 1968, le mot d'ordre est prévu de longue date et porte sur « la survie et le développement de l’Ouest », avec des revendications portant sur le « sous-emploi, les bas salaires et l’exode des jeunes ». Si le lien avec les étudiants parisiens est ignoré lors de cette première journée de mobilisation, celle-ci est présentée comme le « prélude à un front commun où paysans et ouvriers doivent remettre en cause une société de profit ». Les mobilisations sont massives à Saint-Brieuc pendant les évènements de mai 1968, avec un encadrement de l'intersyndicale qui arrive à canaliser celui-ci. Les syndicats, la CFTC en tête, bénéficient de cette dynamique, et le nombre de leurs adhérents augmente nettement les années suivantes. Une solidarité entre ouvriers et paysans émerge aussi. Ces dynamiques sont rapidement réactivées lorsque la grève au Joint français éclate en 1972.

## Déroulé de la grève

### À l'usine du Joint français de Saint-Brieuc

#### Climat social
Les deux tiers des ouvriers de l’usine sont des femmes et une grande partie des ouvriers n’ont qu’un faible niveau scolaire, venant du monde rural ou étant des saisonniers ou des manœuvres. L'usine est de plus la dernière à Saint-Brieuc à s'être jointe au mouvement de mai 68, à la suite de l'intervention de personnes extérieures à celle-ci. D'autres usines de la ville comme Chaffoteaux et Maury ou Sambre et Meuse sont elles bien plus à la pointe de la revendication syndicale. Le Joint français a la réputation de n'être qu'une usine à Ouvriers Spécialisés caractérisée par un turn-over très important.
Une première grève a eu lieu en 1969 sur l’augmentation des salaires, sans que les revendications aboutissent. La CFDT est majoritaire au sein de l’usine par rapport à la CGT. Signe d'une certaine évolution interne de l'usine, une sédentarisation de plus en plus importante des ouvriers peut être enregistrée, que l'universitaire Vincent Porhel analyse comme précurseur d'« un attachement progressif à l’usine et donc d’un souci nouveau de défendre ses intérêts notamment de la part des plus jeunes ouvriers ». Porhel indique de plus que « tous les témoignages s’accordent pour souligner la bonne ambiance régnant dans l’usine y compris avec la maîtrise » contrairement à ce qui est « décrié que les tracts des deux sections syndicales CGT et CFDT ». Pour Porhel « on ne se bat que rarement pour une usine méprisée, on en part ».

#### Chronologie du mouvement

##### Des actions limités du 14 février au 13 mars
La première phase du conflit a lieu du 14 février au 13 mars 1972. Les délégués syndicaux du site briochin font connaitre au siège parisien une liste de cinq revendications, les représentants locaux de l'entreprise n'ayant aucun pouvoir décisionnaire :
- Augmentation du salaire horaire de 70 centimes, dont 30 à titre de rattrapage pour 1971 et 40 à valoir sur 1972 à partir du 1er janvier
- Une réduction d'horaire d'une heure sans perte de salaire
- La fixation de la prime de poste à 50 francs au lieu de 24 francs et sa non-indexation sur le temps de présence
- Une véritable prime de transport forfaitaire de 30 francs
- Le bénéfice d'un treizième mois[16].

Dès le 23 février des débrayages d'une demi-heure trois fois par jour ont lieu, suivis par la quasi-totalité des ouvriers. Les premiers meetings, très suivis, ont lieu les 25 et 29 février, puis le 3 mars, lors desquels la poursuite des débrayages est votée. Des figures de la contestation, Jean Le Faucheur pour la CFDT et Daniel pour la CGT, sont déjà présents. Le 4 mars les agents de maitrise se joignent au mouvement qui jusque-là ne concernait que les ouvriers. La direction parisienne fait connaitre sa réponse le 7 mars, et sans répondre aux revendications cherche à gagner du temps en espérant une usure du mouvement, tout en agitant le chantage à la fermeture de l'usine. Face à cette réponse de la direction, une grève générale et illimitée est votée assez largement (504 pour, 196 contre) le vendredi 10 mars.

##### Un durcissement progressif du 13 mars au 5 avril

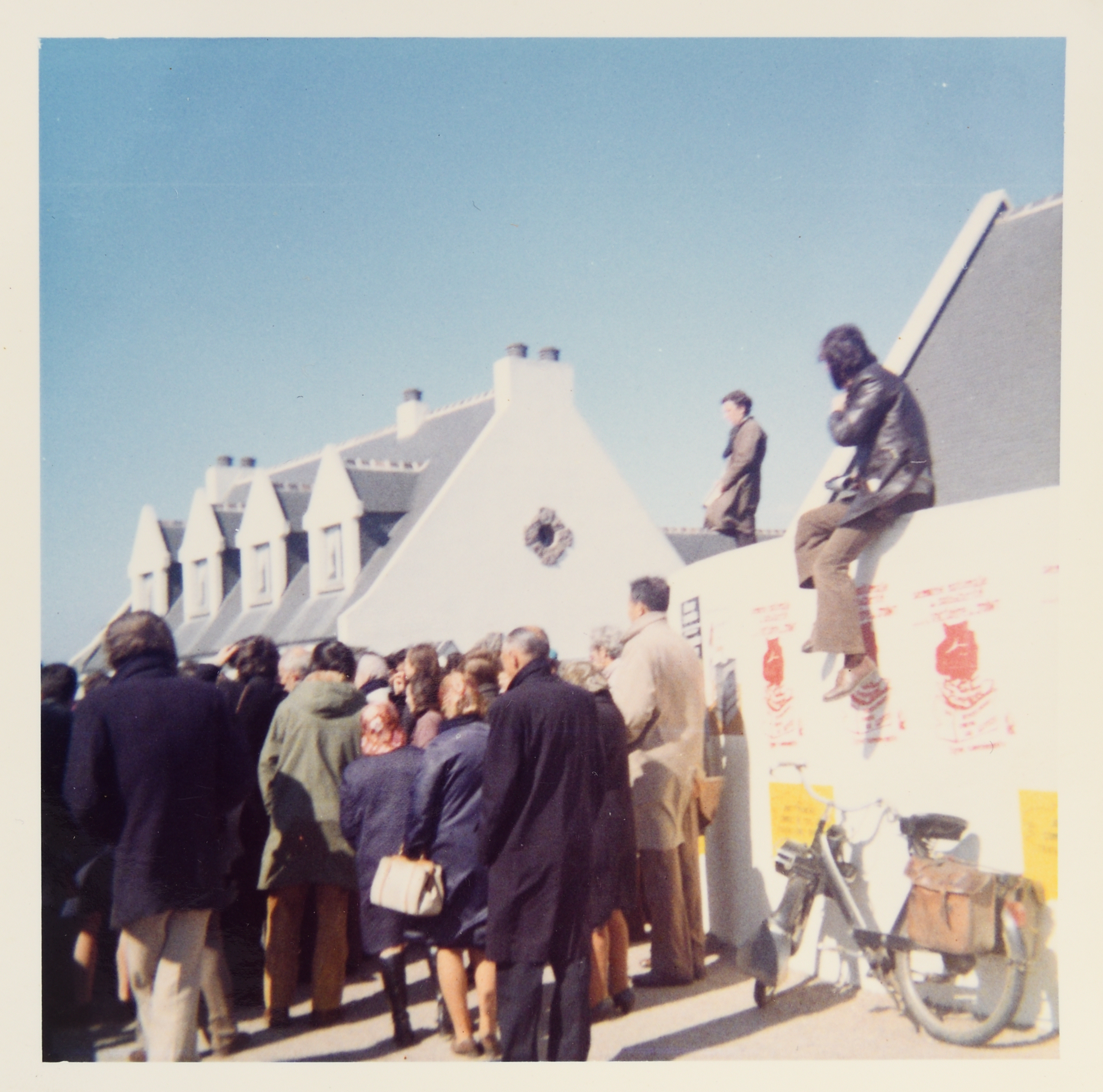
Action devant les grilles de l'usine.

Une première phase de durcissement du conflit commence le lundi 13 mars, avec l'occupation de l'usine. Des piquets de grève sont organisés à l'entrée du site, la grève est totalement suivie. Une première rencontre a lieu le 14 mars entre représentants du personnel et un représentant de l'entreprise venu de Paris, chacun restant sur ses positions. Une première manifestation a lieu le 15 mars, mais seule une centaine de personnes participe ; la direction de l'entreprise a convoqué au tribunal des référés les représentants syndicaux pour obtenir l'évacuation du site. Le mouvement commence le même jour à être suivi par des photographes travaillant pour Maurice Clavel.
Un basculement a lieu le 17 mars. Des gardes mobiles investissent l'usine au matin ; la direction espère en vain pouvoir remettre au travail certains ouvriers. La présence de forces de police sur le site provoque au contraire une radicalisation du mouvement. Les premiers soutiens se structurent le même jour : le conseil municipal de Saint-Brieuc vote une motion de soutien aux ouvriers du site et rappelle son opposition à l'intervention des forces de l'ordre, et un comité de soutien est créé dans lequel sont présents des représentants du PSU, du PS, de la FDSEA, de la Ligue communiste, des amis de Politique Hebdo, et des comités de soutien lycéens. Le PCF refuse de participer à des comités dans lesquels est présente l'extrême-gauche, mais appelle ses militants à participer aux actions de solidarité dans un cadre syndical. Dès lors, la CFDT et les comités de soutien assurent la direction du conflit.

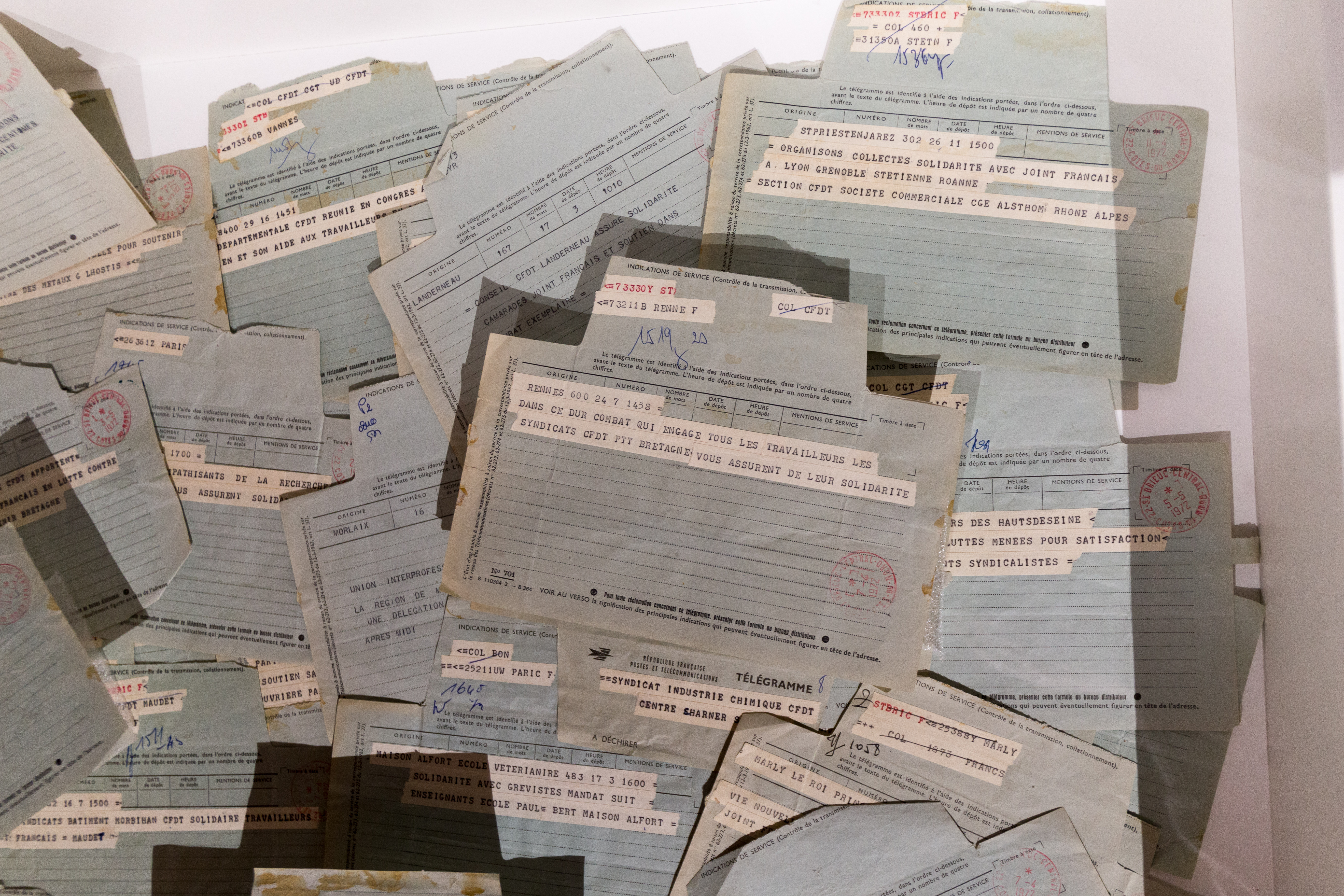
Les grévistes reçoivent des télégrammes de soutien de toute la France.

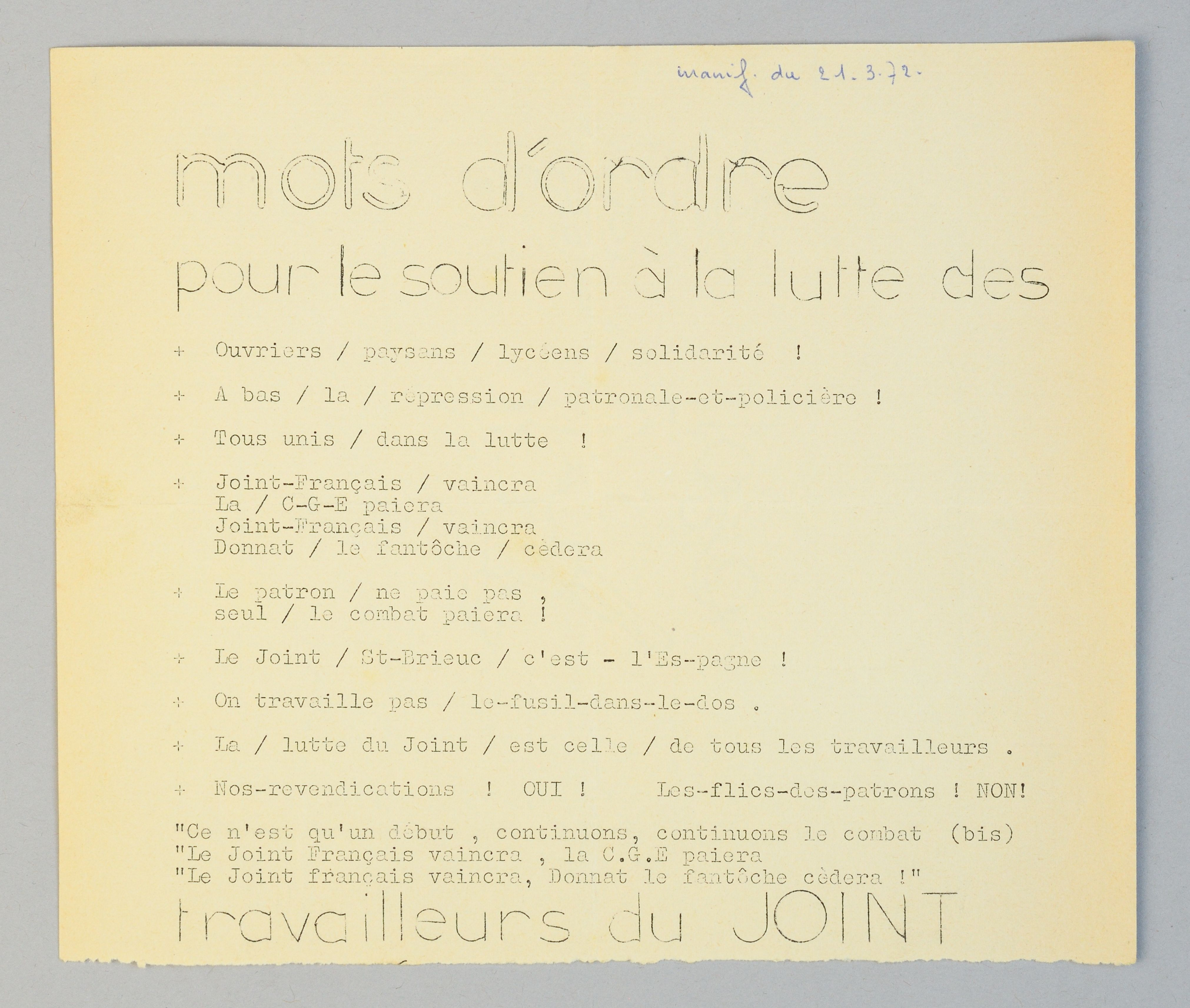
Mots d'ordre pour le soutien et la lutte des travailleurs du Joint français

Les semaines suivantes voient les comités de soutien monter en puissance et organiser sous différentes formes la collecte d'argent de manière à pouvoir soutenir financièrement le personnel en grève. Le 21 mars une grande journée d'action voit les employés des entreprises du bassin briochin débrayer eux aussi pour marquer leur solidarité, et une manifestation regroupant 5 000 personnes est organisée à Saint-Brieuc. Dans le même temps la direction du Joint français cherche à faire pourrir la situation, et ce n'est que le 5 avril que Fourt, directeur-Général de l'entreprise, se déplace à Saint-Brieuc pour venir négocier.

##### Une épreuve de force du 5 avril au 8 mai
Un basculement a lieu lors de la nuit du 5 avril. Plusieurs représentants de l'entreprise rencontrent les responsables syndicaux, mais ne font que des propositions limitées, très éloignées des revendications initiales. Les ouvriers décident alors de séquestrer les représentants de l'entreprise, et ce n'est qu'à la suite d'une intervention des CRS que les représentants de l'entreprise peuvent être évacués, et repartent dès le lendemain pour Paris. Les évènements de la nuit du 5 avril font entrer la grève dans un cadre national, la presse parisienne et les grands hebdomadaires du pays commençant à consacrer une couverture importante au conflit.
La direction cherche par plusieurs biais à affaiblir le mouvement. Elle adresse le 11 avril à chaque ouvrier un courrier dans lequel elle cherche à faire valoir sa position, espérant ainsi affaiblir les syndicats en les court-circuitant. Elle agite dans le même temps la menace d'une fermeture définitive de l'usine, tout en pouvant compter sur une campagne médiatique favorable dans Le Petit Bleu des Côtes d'Armor, journal de René Pleven.

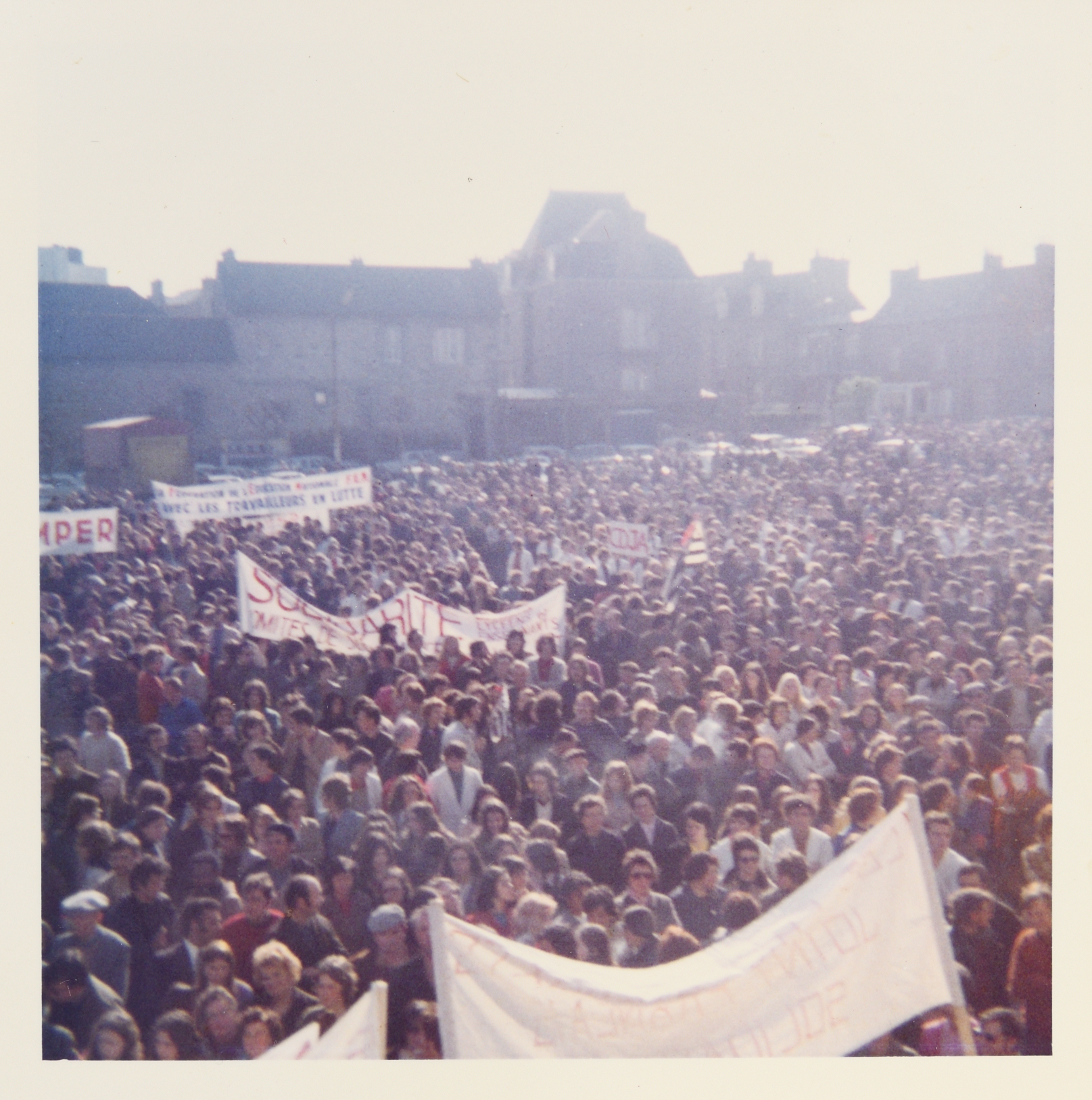
La grande manifestation du 18 avril mobilise 10000 personnes dans les rues de Saint-Brieuc.

La montée en puissance du mouvement, ainsi que la proximité du référendum français sur l'élargissement des Communautés européennes du 23 avril, pousse des personnalités politiques à s'impliquer. L'UDR se positionne le 12 avril en faveur des ouvriers, et le CELIB suit le 15 avril. Le 14 avril le député UDR de Saint-Brieuc Arthur Charles indique s'être entretenu du sujet avec Yves Sabouret, directeur de cabinet du ministre du Travail (et par ailleurs maire de la commune voisine Saint-Cast-le-Guildo) de manière à obtenir une reprise des négociations. La mobilisation continue de s'accroitre, et le 18 avril une grande manifestation régionale regroupe 10 000 personnes dans les rues de Saint-Brieuc. Le 19 avril le préfet est chargé par le ministère du Travail de diriger des négociations, mais les hausses minimes de salaire proposées par les représentants du Joint français sont repoussées par les salariés.
Des négociations ont lieu au siège du ministère du Travail à Paris du 29 avril au 1er mai. Si quelques avancées ont lieu sur le montant du salaire horaire, elles sont toujours jugées insuffisantes par les syndicats. Une nouvelle phase de négociation a lieu à la préfecture des Côtes-d'Armor les 5 et 6 mai. Une manifestation regroupe 6 000 personnes à Saint-Brieuc et est organisée aussi dans d'autres grandes villes bretonnes. Un protocole d'accord est alors trouvé, et soumis aux ouvriers le lundi 8 mai. Le salaire minimum dans l'entreprise passe alors de 804,40 francs à 889 francs au 1er mai, puis à 930 francs en octobre. Cette mesure est approuvée par les ouvriers qui cessent alors la grève.

### Relais et solidarités

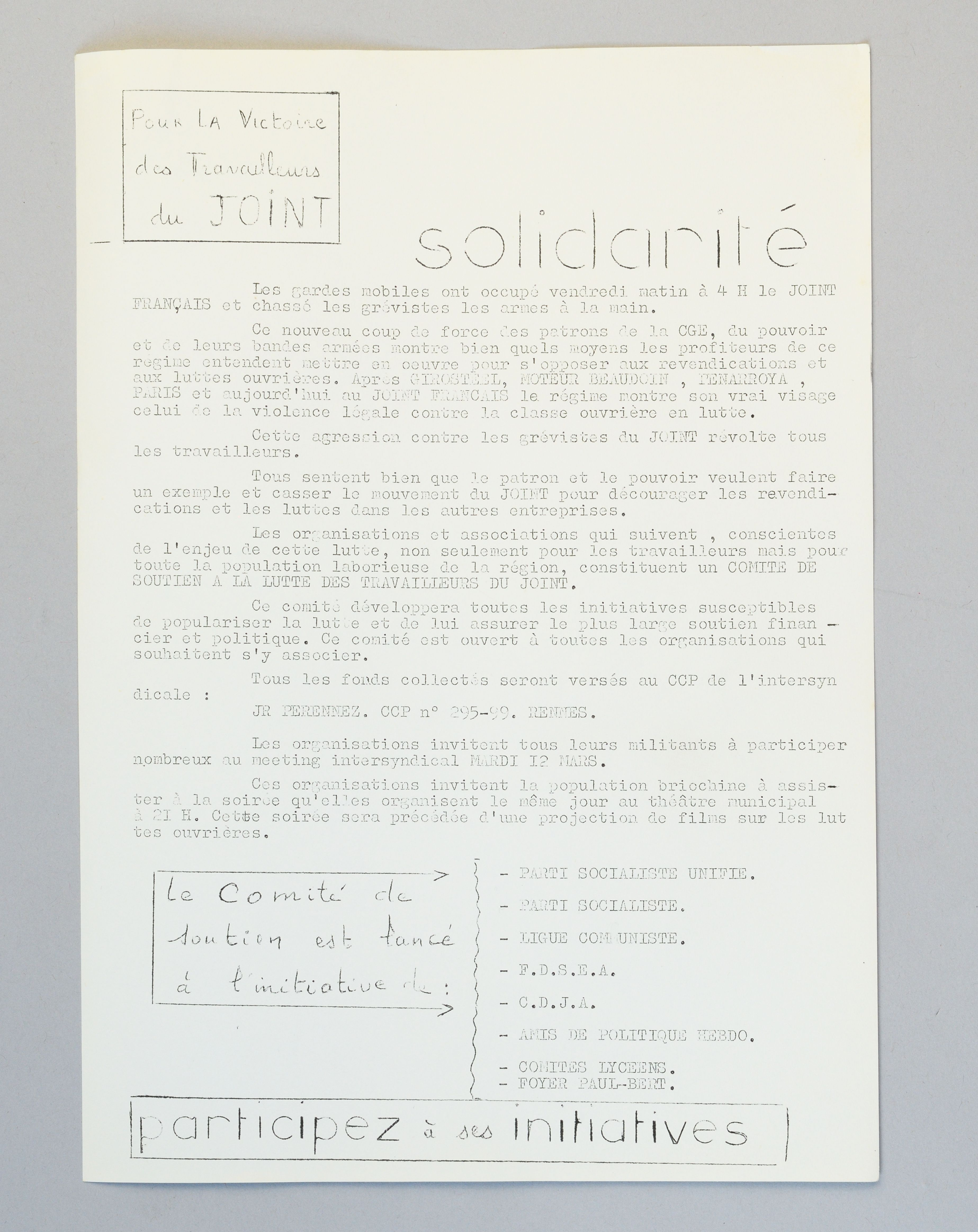
Tract pour le meeting du 12 mars à l'initiative du comité de soutien composé de : PS, PSU, FDSEA, CDJA, Amis de Politique Hebdo, les comités lycéens et le Foyer Paul Bert

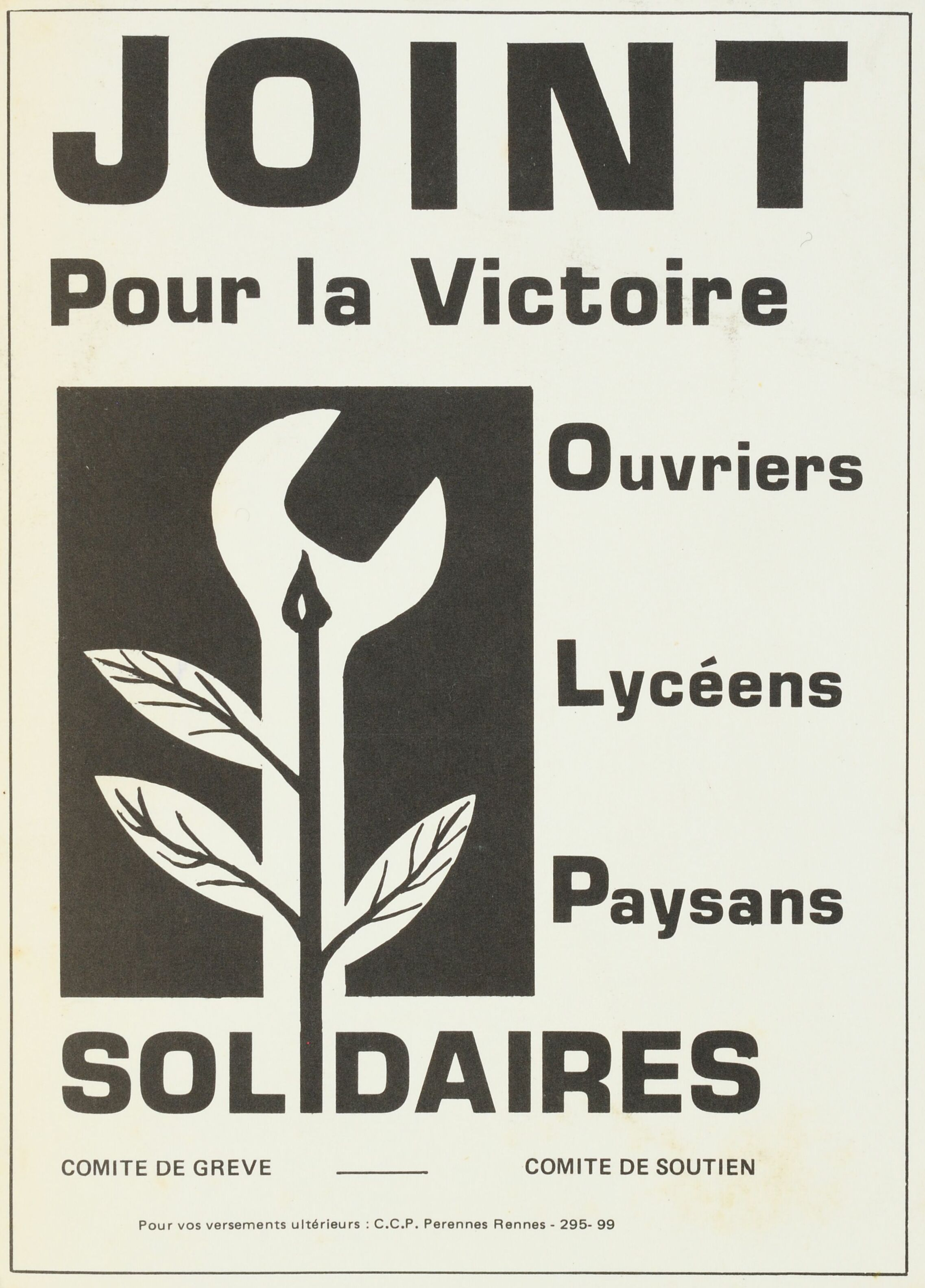
Tract du comité de soutien inspiré d'une affiche de mai 68

Les grévistes peuvent compter sur différents soutien extérieurs à l'usine lors de cette grève. Le volet financier permet d'identifier plusieurs acteurs principaux. Parmi les principaux donateurs dans le champ syndical, on compte la CFDT qui fournit 22,7 % de la solidarité financière, suivie par la CGT avec 2,9 %, et les intersyndicales avec 9,9 %. 13,2 % provient comités de soutien, souvent animés localement par des membres du PSU, de la CFDT, mais aussi du PS, ou de l'extrême gauche. La municipalité de Saint-Brieuc fournit 5,2 % des aides financières, suivie par la FEN avec 3,2 %, l'Église catholique avec 3,2 %, puis le PSU et la FNSEA avec 2,6 % chacun.

#### Un engagement syndical inégal
Ainsi, une collecte de soutien organisée à l'échelle nationale permit de récolter plus d'un million et demi de francs pour les grévistes, et les paysans, dont ceux faisant partie de la FNSEA, offrirent de la nourriture,.
Les ouvriers briochins du Joint français sont cependant délaissés par certains acteurs, malgré des demandes répétées dans ce sens. Au sein de l'industrie chimique, branche à laquelle appartient l'entreprise, très peu de solidarité se manifeste. Le traitement par des ouvriers du site du Joint Français de Bezons est similaire. Lorsque des grévistes du site de Saint-Brieuc s'y déplacent, les gestes de solidarité sont limités. Ce manque de soutien de classe pousse certains dirigeants du mouvement comme Félix Nicolo et Jean Le Faucheur, tous deux très sensibles aux idées régionalistes, à mettre en avant une grille de lecture s'inscrivant dans celle des inégalités territoriales et régionales.

#### Population locale
Ce qui caractérisa ce conflit social fut sa durée et la solidarité de toute une frange de la population, qui participe même aux manifestations (4 000 manifestants le 7 avril, 10 000 le 18 avril).

#### Monde agricole
Une solidarité du monde agricole se met progressivement en place, alors que localement les liens entre la ruralité et la CDFT sont bien ancrés depuis mai 68. Le Centre départemental des jeunes agriculteurs (CDJA) du canton de Saint-Brieuc est le premier à montrer sa solidarité à partir du 20 mars au travers de distributions alimentaires. Cette solidarité agricole grandit de manière concentrique pour s'étendre aux autres sections cantonales du CDJA et de la FNSEA, puis à partir de début avril aux départements voisins, en particulier celui du Finistère. Les CDJA et la FNSEA s'impliquent aussi dans l'organisation de manifestations et sont à l'initiative de la création de plusieurs comités de soutiens.
Les leaders paysans justifient cette solidarité de plusieurs façons. Les tracts peuvent affirmer que « Nous n'oublions pas que ce sont nos enfants qui travaillent dans ces usines », et indiquer que les problèmes auxquels doivent faire face les paysans et ces ouvriers sont les mêmes « disparité de salaire », « répression policière », et « « justice » au service du pouvoir ». Le risque de convergence entre ouvriers et paysans est agité quelques semaines plus tard lorsque la grève du lait qui agite le centre-Bretagne voit de nouveau milieux ouvriers et paysans agir de concert. Les responsables politiques locaux de l'UDR y voient alors l'action de « maoïstes » « plus soucieux de ce qui se passe à Pékin que de l'intérêt de la Bretagne ».

#### Soutiens politiques
Dans le camp politique, le maire PSU, Yves Le Foll, soutenait celui-ci.
De nombreux partis politiques soutiennent la grève du Joint Français.
Le Parti communiste
La Fédération des Côtes-du-Nord du parti Communiste dénonce l'attitude des patrons de l'usine du Joint français. Ils mettent en avant la provocation de ces derniers, qui, en réponse aux demandes des grévistes, ajoutent seulement 3 centimes aux propositions salariales initiales.
Le Parti socialiste
Le PS est absent du conflit, à l’exception d’un conseiller qui représente par ailleurs ce parti au sein de la municipalité.
La Fédération des Côtes-du-Nord du Parti Socialiste prend position pour la première fois depuis le début de la grève le vendredi 7 avril 1972. Selon le Parti, ce conflit est « une illustration exemplaire de la réalité économique et politique d'un régime qu'il condamne résolument ». En prononçant ces mots, il dénonce également la violence utilisée par les patrons de l'usine contre les travailleurs du Joint français et leurs familles.
Le P.S.U
La fédération départementale du P.S.U. parle de la décentralisation de la France qui a des conséquences négatives sur la région en prenant l'exemple de l'usine du Joint français. Selon eux, elle a seulement apporté des emplois sous-qualifiés et une surexploitation des ouvriers, mal payés.
Force Ouvrière
L'Union départementale F.O. réitère son soutien aux travailleurs de l'usine. De plus, ils condamnent l'intervention brutale des forces de l'ordre lors des manifestations. F.O. lance alors un appel au soutien des travailleurs.
Le parti national breton fédéraliste européen
La Fédération briochine du Parti National Breton Fédéraliste Européen demande aux Bretons, sans distinctions de classe, de venir soutenir les travailleurs du Joint français. Mais encore, ils appellent à répondre aux collectes en faveurs des grévistes.

#### Investissement du champ culturel
Du côté artistes, des interprètes de musique bretonne tels François Budet, Serge Kerguiduff et Gilles Servat s'engagent auprès du mouvement, tout comme des interprètes de la variété française comme Claude Nougaro, ou étrangère comme Paco Ibáñez. Du côté des intellectuels, l'auteur briochin Louis Guilloux fait partie des soutiens.

#### Une Église catholique présente
L’Église catholique exerce son influence à plusieurs niveaux pendant le conflit. Dès le 30 mars, l'évêque de Saint-Brieuc soutient le mouvement et appelle les catholiques à faire de même. 50 prêtres du département font de même lors de leurs sermons dominicaux. À une époque à laquelle l'Église a encore une influence importante en Bretagne, ces prises de position permettent une mobilisation notable des catholiques dans les comités de soutien. D'autres structures chrétiennes s'impliquent à différents niveaux. L'Action catholique ouvrière compte un prêtre ouvrier et plusieurs membres au sein de l'usine et s'implique dans la grève en interne, alors que la Jeunesse ouvrière chrétienne et le Mouvement rural de jeunesse chrétienne sont, eux, actifs dans les comités de soutien.
L'influence catholique est aussi sensible dans les réseaux de socialisation de plusieurs des figures du mouvement comme Jean Le Faucheur. Beaucoup sont passés par la Jeunesse agricole catholique et la Jeunesse ouvrière chrétienne, ou même par la Confédération française démocratique du travail dont la déconfessionnalisation ne remonte qu'à 1964.

### Médiatisation
Dans les premiers jours du mouvement, la grève n'est traitée que de manière succincte dans les pages locales de la presse quotidienne régionale, dont Ouest-France et Le Télégramme. Cette situation évolue à partir des évènements de la nuit du 5 au 6 avril lors de laquelle des membres de la direction sont séquestrés, et des CRS interviennent pour déloger les ouvriers qui occupent les locaux.
Lors de cette évacuation au matin du 6, Jacques Gourmelen journaliste de Ouest-France immortalise une scène lors de laquelle un ouvrier (Guy Burniaux) empoigne un CRS (Jean-Yvon Antignac), en fait un de ses amis d'enfance. La photo est vendue à l'AFP et devient célèbre, au point de devenir instantanément un symbole majeur du mouvement. La séquestration est traitée plusieurs minutes dans les journaux télévisés du jour, ce qui fait basculer le traitement médiatique de la grève au rang d'évènement national. La photo de Jacques Gourmelen est utilisée pour illustrer la grève à la télévision. Le traitement par la presse quotidienne régionale change aussi à partir de cette date, la grève commence à faire la Une de Ouest-France et de Télégramme, son traitement quitte les pages locales pour les pages régionales ou économiques, et un nombre important d'articles de fond lui est dédié.
Les arguments de la CFDT portant sur la question des salaires et la critique d'une certaine modalité de la décentralisation sont repris par la presse, dans un premier temps sur le mode d'une critique de l'injustice régionale sous une forme « centre contre périphérie ». La dimension bretonne du conflit apparait à partir du 11 avril lorsque Ouest-France reprend un communiqué de l'union régionale de la CFDT qui affirme que cette lutte « est caractéristique de la situation faite aux travailleurs bretons » tout en appelant à une solidarité régionale. Cette grille de lecture faisant de la grève du Joint français un conflit régional s'affirme à partir du traitement de la manifestation du 18 avril. Le Télégramme met en Une le message d'un syndicaliste portant sur « le problème de l’industrialisation de la région, de la qualité des emplois créés, de la façon dont vivront les travailleurs qui veulent rester en Bretagne », quand Ouest-France met une photo de manifestants avec un drapeau breton à sa Une tout en insistant dans ses articles sur le fait que c'est la population bretonne dans toute sa diversité qui était présente à la manifestation. Tudi Kernalegenn indique ainsi qu'à cette date « à lire ces deux quotidiens, il ne s'agit clairement pas d'un conflit de classe, mais d'un conflit territorial ».
La dimension bretonne du conflit continue de se développer dans les médias locaux après le 18 avril via la reprise des arguments de la CFDT. Lorsque celle-ci affirme « La lutte engagée est celle de tous les travailleurs de Bretagne », Ouest-France relaie cette affirmation le 20 avril. Lorsque le secrétaire national de la CFDT Edmond Maire affirme « cette grève met en lumière un autre aspect du problème breton qui est l'aspect colonial. Les décisions sont prises dans des bureaux parisiens, en application d'une politique qui accroit le sous-développement », Ouest-France reprend cette déclaration le 25 avril.
Si un cadre national commence à se développer à partir du 1er mai, alors que treize ouvriers sont mis en avant à la tête des manifestations du 1er mai à Paris, la fin de la grève le 9 mai coupe cette dynamique de nationalisation du conflit, qui est dès lors présenté dans les médias comme une « grève bretonne ». Ouest-France comme Le Télégramme traitent les derniers jours du conflit en relayant des slogans comme « La Bretagne veut vivre » ou en diffusant des photos dans lesquelles des Gwen Ha Du sont bien visibles.

## Suites et répercussions locales

### L'influence de la grève du Joint français dans le bassin briochin des années 1970
Dans les mois suivant la grève du Joint français, deux conflits similaires éclatent dans des usines de la région, en reprenant la question des bas-salaires et en copiant les modalités d'action (occupation d'usine). Les ouvriers en grève bénéficient de la dynamique lancée par la grève du Joint français en pouvant compter sur des soutiens identiques. Le premier a lieu du 11 septembre au 6 novembre 1972 à l'usine Big Dutchman à Saint-Carreuc, et le second à la SA des Kaolins près de Loudéac, à Plémet du 25 septembre au 23 novembre 1972. Les syndicats, partis de gauche, et comités de soutien reprennent le même mode de mobilisation, et douze fêtes sont organisées en deux mois dans lesquelles des musiciens bretons comme Gwernig ou Gilles Servat viennent jouer. D'autres grèves ont lieu dans la région jusqu'en 1976-1977, reprenant la modalité de la grève sans préavis suivie d'une occupation de l'usine.
La dynamique locale initiée par la grève du Joint français atteint une certaine limite dès 1974. Un conflit éclate au sein d'une usine du Groupe Doux à Pédernec près de Guingamp du 4 décembre 1973 au 29 avril 1974. Bien qu'un comité de soutien se soit constitué et que les actions soient relayées par Libération qui vient à peine d'être créé, le mouvement peine à exister. Les ouvriers des autres usines du groupe ne suivent pas le mouvement, et beaucoup d'éleveurs s'opposent même aux grévistes. Le militantisme politique commence lui à se détourner de la question ouvrière au profit des luttes écologistes, notamment à la suite du naufrage de l'Amoco Cadiz au large des côtes finistériennes en 1978, ou en réaction au projet de centrale nucléaire de Plogoff à partir de la même année.

### L'échec de la seconde grève du Joint français en 1980
La direction de l'entreprise prend plusieurs mesures après la grève de 1973. Le jeune directeur du site briochin est jugé responsable de la situation, et est licencié au profit d'un cadre plus ancien et proche de FO. Ce nouveau directeur cherche à court-circuiter les syndicats présents dans l'usine en adoptant une gestion plus sociale du site. Du côté des ouvriers, plusieurs meneurs quittent l'usine estimant le risque de se faire licencier trop important. Peu à peu, une fracture s'installe entre ouvriers au sein du site. Les anciens qui ont participé à la grève et qui ont obtenu des responsabilités au sein de l'usine se regroupent au sein de la CFTC. La section locale de la CFDT, en pointe lors de la grève de 1973, commence à péricliter et délaisse la formation syndicale des nouveaux ouvriers. Plus largement, le climat social se détériore, les répercussions de la crise économique consécutive au premier choc pétrolier commencent à être palpables au sein de l'usine. Les premiers licenciements économiques ont lieu en 1977, et des incitations économiques pour quitter l'entreprise sont proposées aux ouvriers.
Lorsque la grève de 1980 éclate, la direction de l'entreprise aborde celle-ci de manière plus méthodique. L'opposition de la direction est plus nette, et les chefs d’équipe vont jusqu'à se rendre chez les grévistes pour tenter de faire pression sur eux. Du côté ouvrier, le front est divisé, les anciens accusant les plus jeunes de « vouloir faire leur 72 ». Si la grève s'inscrit dans la durée, le soutien à l'extérieur de l'usine ne se matérialise pas. Celle-ci est un échec ; la CFDT perd de son influence au sein de l'usine, supplantée par la CGT. Cet échec de 1980 est l'occasion pour certains acteurs de l'époque de porter un premier regard critique sur la réalité des évènements de 1973. Le journaliste Pierre Duclos qui a couvert la grève de 1973 pour Ouest-France puis celle de 1980 pour Le Canard de Nantes à Brest commente alors que « Le mythe naquit ensuite d’une réalité embellie par le souvenir, récupéré et arrangé par une bouillante extrême-gauche et un mouvement breton en quête de justification nationale ».

### Un handicap pour le développement de Saint-Brieuc?
À l'issue de ce conflit largement médiatisé en France, la ville hérite d'une image de « Saint-Brieuc la rouge » dans laquelle le climat social serait particulièrement compliqué. L'implication très visible de la municipalité PSU d'Yves Le Foll au côté des grévistes est perçue très négativement par les milieux économiques. Des investisseurs et promoteurs auraient cherché à éviter d'investir dans cette ville. Claude Saunier, maire PS de Saint-Brieuc qui a succédé à Yves Le Foll, et qui était chargé de l'économie dans l'équipe d'Yves Le Foll au moment de la grève, parle dans ses mémoires d'une identité « ambiguïté », celle d'une ville « où on prend les patrons en otage » et qui selon lui aurait été entretenue délibérément par le patronat local pendant près de 20 ans après le conflit. René Pleven, alors ministre de la justice et président du Conseil général des Côtes-du-Nord déclare lui[Quand ?] « L'exploitation politique de la grève [...] a [...] sans doute porté un sérieux préjudice à la cause de l'industrialisation de la ville »[réf. nécessaire]. Saunier cite en exemple une réunion qu'il a eue avec la DATAR à New-York en 1984 lors de laquelle la question de la grève du Joint français serait vite apparue comme un frein.
Cette image de Saint-Brieuc commence à s'estomper dans les années 1990. À l'occasion d'une grève dans une autre usine de la ville, chez Chaffoteaux & Maury, Claude Saunier prend l'initiative de chercher à rapprocher les milieux économiques et politiques de la ville au sein d'une Agence de développement économique, créée en 1991.

## Héritage

### L'usine après la grève
En 1986, l'entreprise Le Joint français est rachetée par Hutchinson, filiale du groupe TotalEnergies. L'usine reste associée dans les mémoires à la grève de 1972, et la mémoire de cette dernière est encore agitée comme référence historique dans les médias lorsqu'une grève est annoncée sur le site, comme en 2007.
En 2022, l'usine de Saint-Brieuc, toujours située rue Ampère, produit encore des joints, principalement pour l'industrie automobile. Les effectifs de l'usine ont fortement diminué au cours des années : un millier d'employés dans les années 1970, environ 500 en 2012 et à peine 300 en 2022.

### Des aspects mémoriels ou la «présence du passé dans le présent»?
Le cinquantième anniversaire de la grève du Joint français donne lieu à la tenue de plusieurs évènements à Saint-Brieuc. Un colloque universitaire est organisé au campus Mazier qui réunit en mai 2022 des acteurs de l'époque, mais aussi des chercheurs comme Gilles Richard, Tangui Perron, Régis Boulat, Philippe Buton, Fanny Gallot, David Bensoussan, Yvon Tranvouez, Ambroise Georget, Alain Prigent, François Prigent, Anne Dalmasso, Jérôme Letournel, Guillaume Gourgues, Alexandre Fernandez, Tudi Kernalegenn, Vincent Porhel, Hugo Melchior, Christian Bougeard, Noël Barbe et Nayeli Palomo.
Le musée d'art et d'histoire de la ville organise l'exposition temporaire Vivre avec la grève du Joint français le conflit en anachronisme de septembre 2022 à avril 2023, dont l'objet n'est pas de raconter la grève mais de mettre son actualité au travail au sein de différents mondes sociaux (syndicats, collectifs féministes, élèves d'école de Saint-Brieuc, anciens et anciennes travailleuses du Joint). Fruit du travail des deux chercheurs en anthropologie politique mené sur le territoire de Saint-Brieuc, Nayeli Palomo et Noël Barbe,, il s'agit davantage d'« hériter » que de « commémorer ».
Le Joint français 72, œuvre monumentale d'Alain Marcon, prend comme inspiration cette grève. Ce bas-relief de 12 mètres de long est réalisé de 1977 à 1981. Il est composé de douze tableaux hauts d'1,5 mètre, sculptés dans du bois de frêne, coloré, et reliés les uns aux autres pour former un arc de cercle. Cette œuvre fait figurer plusieurs étapes de la grève, de son origine aux grandes manifestations à Saint-Brieuc, en intégrant des évènements comme l'occupation de l'usine, le procès au tribunal de Saint-Brieuc, les négociations, le concert de soutien de Gilles Servat, la photo de l'ouvrier Guy Burniaux face au CRS Jean-Yvon Antignac. Cette œuvre est acquise par le musée d'art et d'histoire de Saint-Brieuc en avril 2024 à la suite d'une campagne de financement participatif. Inscrite à l'inventaire du musée, elle est visible en ligne.

## Sources